# Magazinsendung
Eine Magazinsendung ist ein Hörfunk- bzw. Fernsehformat. Magazinsendungen werden in regelmäßiger Folge, meist im Wochenrhythmus, im Hörfunk oft täglich, ausgestrahlt und sind einem bestimmten Themengebiet zugeordnet. Nach dem Vorbild der Printmedien, bei denen Nachrichtenmagazine oder Wirtschaftsmagazine dominieren, soll auch den Hörern oder Sehern der elektronischen Medien eine regelmäßige Zusammenstellung an Informationen aus einem bestimmten Themenbereich geboten werden. Die bekanntesten Typen dieser Sendungsform sind politische Magazine, Wirtschaftsmagazine, Kulturmagazine und Regionalmagazine, aber auch tagesaktuelle Magazinsendungen, die die Nachrichtenlage reflektieren und auch weitere Themen (aus Kultur und Gesellschaft, Arbeit, Bildung, Verbraucherschutz etc.) einbinden können.
Recherchiert und zusammengestellt werden die einzelnen Beiträge einer Sendung durch eine Redaktion. Die Moderatoren haben die Aufgabe, die einzelnen Reportagen oder Berichte zu verknüpfen und durch geeignete Einleitungen (Anmoderation) den Einstieg der Zuhörer bzw. Zuseher in das Thema zu erleichtern. Auch kurze Kommentare, Diskussionen oder Studiogespräche können Elemente einer Magazinsendung sein.
Die einzelnen Magazinfolgen werden meistens in einem bestimmten Hörfunk- oder Fernsehstudio aufgenommen und in einheitlicher Weise gestaltet. Ein virtuelles Fernsehstudio, in dem sich der Moderator durch eine für ihn unsichtbare Kulisse bewegt, wurde 1995 im Rahmen einer Livesendung des Wirtschaftsmagazins WISO vom ZDF weltweit erstmals erprobt.

## Bestandteile eines Magazins
Charakteristisch für jede Magazinsendung ist der Opener, der jede Folge eröffnet. Dazu gehören meist eine Titelmelodie (Fanfare) mit eingängiger Melodie und unter Umständen eine Vorschau auf die Inhalte der Ausgabe (Teaser). Im Fernsehen kommen visuelle Effekte hinzu.

### Design
Die durchgängige Linie einer Magazinsendung, die sich im Trailer, der „Signation“ (österreichisch für Kennmelodie), Jingles für einzelne, in jeder Ausgabe erscheinende Rubriken widerspiegelt, versucht beim Zuschauer oder Zuhörer eine eingängige CI zu etablieren, um einen Wiedererkennungswert zu garantieren. Für eine Sendereihe wird meist ein eigenes Sounddesign kreiert.
Im TV kommt dazu das Screendesign, das aus einheitlich gestalteten graphischen Elementen, wie Rubrikentitel, Bauchbinden, Abschlägen (Tafeln am Ende eines Beitrags, auf denen die Namen des Redakteurs, Kameramanns und Editors aufgeführt werden), sowie den Logos besteht. Sowohl das Sounddesign als auch das Screendesign können sich mehr oder weniger auf einen gesamten Sender erstrecken. Die Nachrichtenredaktionen des ZDF hatten alle das gleiche Logo: mehrere ineinander verschobene Weltkugeln. Der Komponist Richard Ryan Graves gestaltete neben dem Sounddesign für die Nachrichtensendungen von Sat.1 auch die Kennmelodie („Signation“) und die Zwischenmusik der Magazinsendung Akte 09.

### Moderation
Als Präsentatoren und Begleiter durch die Sendung fungieren die Moderatoren. Sie geben in den Anmoderationen einen Vorgeschmack auf die folgenden Beiträge, liefern Erklärungen zu den einzelnen Beiträgen und führen Studiogespräche. Ein Studiogast, der auch durch eine „Schalte“ über eine Telefon- oder Bildleitung in die Sendung eingebunden werden kann, vertieft im Gespräch mit dem Moderator die in einem Beitrag geschilderten Zusammenhänge. In seltenen Fällen steht ein Talk ohne Zusammenhang mit den Beiträgen.
Die Moderatoren beziehen zuweilen selbst Position oder stellen sich als Anwalt bzw. Ratgeber ihres Publikums dar. Eine Doppelmoderation, in der zwei Moderatoren auftreten, wird oft im Stile einer Doppelconference geführt, in der sie für den Zuschauer bestimmte Rollen einnehmen. Ihre Selbstinszenierung wird vom Publikum als entscheidendes Element wahrgenommen, weniger die Arbeit der Redakteure.

### Beiträge
Einzelne inhaltliche Bestandteile des Magazins werden Beiträge oder auch „Stücke“ genannt. Im Hörfunk sind das „gebaute Beiträge“, in denen O-Töne überwiegen. Das Thema eines Fernsehmagazinbeitrags ist meist ein spezielleres Thema, das dem allgemeineren Themengebiet des Fernsehmagazins untergeordnet ist. Ein Fernsehmagazinbeitrag dauert zwischen einer und 15 Minuten.
Sowohl in Hörfunk- als auch in Fernsehmagazinen, die sich speziell mit politischen Inhalten und Informationen beschäftigen, z. B. innenpolitische und auslandspolitische Magazine, gibt es oft Zusammenfassungen, die in kurzen, meist 30 Sekunden langen Nachrichten ein Thema aktualitätsbezogen darstellen. Im Fernsehen werden solche Nachrichten NiF-Blöcke genannt, NiF steht für „Nachricht im Film“.
Eine weitere Beitragsform ist die Kurzreportage, in der ein Reporter durch ein einzelnes Thema führt. In der ab 1993 auf Pro 7 ausgestrahlten Sendereihe Die Reporter wurden bis zu vier Kurzreportagen zu einem halbstündigen Magazin zusammengestellt, in dem die Reporter auch die Moderation übernahmen.

## Magazinsendung im Hörfunk
Magazinsendungen wurden im Hörfunk wegen der einfacheren und schnelleren Schnittmöglichkeiten, aber auch wegen sich wandelnder Hörgewohnheiten früher üblich als im Fernsehen. Magazinsendungen erschienen in den Hörfunksendern der ARD von den 1960er Jahren an; als Vorbild galt etwa das erstmals 1965 gesendete Mittagsmagazin des Westdeutschen Rundfunks. Ein Merkmal dieses Sendeformats war der Wechsel von aktuellen Beiträgen (Reportagen und Telefoninterviews) und Unterhaltungsmusik, zwei Genres, die zuvor nur streng getrennt in den Hörfunkprogrammen vorkamen. Seit den 1980er Jahren enthalten viele Magazinsendungen im Hörfunk auch Elemente der Hörerbeteiligung wie Telefonate oder Straßenbefragungen sowie humoristische Beiträge wie bereits in den späten 1970er Jahren der Schwarzwaldelch im Unterhaltungsprogramm des damaligen Südwestfunks, SWF3.

## Magazinsendung im Fernsehen
Das Fernsehmagazin geht historisch auf die Magazinsendungen im Radio zurück. Erst in den 1960er Jahren entwickelten sich, unter anderem bedingt durch verbesserte Technologien, im deutschen Fernsehen die ersten Konzepte für Magazinsendungen. Das erste politische Magazin war Panorama, das am 4. Juni 1961 erstmals ausgestrahlt wurde. Es folgten Monitor (1965), Report Baden-Baden und Report München (beide 1966) sowie Kontraste (1968).
Ergänzend zu den innenpolitischen Magazinen gab es ab 1963 den Weltspiegel mit Auslandsberichterstattung. Entwickelt und anfangs auch moderiert wurde dieses Magazin von Gerd Ruge. Von 1969 bis 1988 sendete das ZDF das ZDF-Magazin.
Ende der 1980er Jahre folgten die Privatsender, zunächst vor allem in Kooperation mit Printmedien:
- 1988 Spiegel TV Magazin auf RTL,
- 1990 Stern-TV ebenfalls auf RTL,
- 1990 Spiegel TV-Reportage auf Sat.1,
- 1995 Akte – Reporter decken auf als Eigenproduktion,
- 1993 Die Reporter auf ProSieben.

Regionalmagazine im Fernsehen werden in Deutschland hauptsächlich von den neun Landesrundfunkanstalten der ARD produziert und in den so genannten Dritten Programmen – zumeist täglich – im Vorabendprogramm ausgestrahlt, so die Aktuelle Stunde vom WDR und Buten un binnen von Radio Bremen.